# Nuoto ai campionati europei di nuoto 2016 - 50 metri farfalla maschili
La gara dei 50 m farfalla maschili degli europei 2016 si è svolta il 16 e 17 maggio 2016. Il 16 maggio si sono svolte batterie (al mattino) e semifinali (al pomeriggio), mentre la finale il pomeriggio del giorno seguente.

## Podio
| Pos.    | Atleta         | Nazione     |
| ------- | -------------- | ----------- |
| Oro     | Andriy Govorov | Ucraina     |
| Argento | László Cseh    | Ungheria    |
| Bronzo  | Benjamin Proud | Regno Unito |

## Record
Prima della manifestazione il record del mondo (RM), il record europeo (EU) e il record dei campionati (RC) erano i seguenti.
| Record mondiale       | 22"43 | Rafael Munoz Perez | 5 aprile 2009 Malaga   |
| Record europeo        | 22"43 | Rafael Munoz Perez | 5 aprile 2009 Malaga   |
| Record dei campionati | 22"87 | Andriy Govorov     | 18 aprile 2014 Berlino |

Durante la competizione sono stati migliorati i seguenti record:
| Data      | Evento     | Atleta         | Nazione | Tempo | Record                |
| --------- | ---------- | -------------- | ------- | ----- | --------------------- |
| 17 maggio | Semifinale | Andriy Govorov | Ucraina | 22"73 | Record dei campionati |

## Risultati

### Batterie
| Pos. | Batteria | Corsia | Atleta                              | Nazionalità          | Tempo | Note |
| ---- | -------- | ------ | ----------------------------------- | -------------------- | ----- | ---- |
| 1    | 6        | 4      | Andriy Govorov                      | Ucraina              | 23"00 | Q    |
| 2    | 5        | 4      | Benjamin Proud                      | Regno Unito          | 23"54 | Q    |
| 3    | 6        | 5      | Piero Codia                         | Italia               | 23"67 | Q    |
| 4    | 5        | 2      | Mario Todorovic                     | Croazia              | 23"86 | Q    |
| 5    | 7        | 4      | László Cseh                         | Ungheria             | 23"89 | Q    |
| 6    | 6        | 3      | Ivan Lendjer                        | Serbia               | 23"93 | Q    |
| 7    | 7        | 3      | Andriy Kholptsov                    | Ucraina              | 23"95 | Q    |
| 8    | 7        | 5      | Yauhen Tsurkin                      | Bielorussia          | 23"97 | Q    |
| 9    | 7        | 6      | Joeri Verlinden                     | Paesi Bassi          | 24"03 | Q    |
| 10   | 6        | 6      | Matteo Rivolta                      | Italia               | 24"06 | Q    |
| 11   | 4        | 0      | Lyubomyr Lemeshko                   | Ucraina              | 24"07 |      |
| 12   | 6        | 7      | Kristian Gkolomeev                  | Grecia               | 24"09 | Q    |
| 13   | 7        | 0      | Jan Sefl                            | Rep. Ceca            | 24"16 | Q    |
| 14   | 7 5      | 7 5    | Soeren Dahl Frédérick Bousquet      | Danimarca Francia    | 24"17 | Q    |
| 16   | 5        | 7      | Oskar Krupecki                      | Polonia              | 24"19 | Q    |
| 17   | 7        | 1      | Oleksiy Ivanov                      | Ucraina              | 24"21 |      |
| 18   | 5        | 6      | Meiron Amir Cheruti                 | Israele              | 24"29 | Q    |
| 19   | 5 6      | 9 2    | Daniel Zaitsev Deividas Margevicius | Estonia Lituania     | 24"32 |      |
| 21   | 4        | 3      | Andreas Vazaios                     | Grecia               | 24"39 |      |
| 22   | 5        | 0      | Bence Pulai                         | Ungheria             | 24"43 |      |
| 23   | 3        | 8      | Robert Zbogar                       | Slovenia             | 24"49 |      |
| 24   | 6        | 1      | Marcus J Schlesinger                | Israele              | 24"52 |      |
| 25   | 7        | 9      | Christos Katrentzis                 | Grecia               | 24"54 |      |
| 26   | 3        | 1      | Julien Henx                         | Lussemburgo          | 24"55 |      |
| 27   | 4        | 9      | Filip Milcevic                      | Austria              | 24"56 |      |
| 28   | 7        | 8      | Kregor Zirk                         | Estonia              | 24"61 |      |
| 29   | 5        | 3      | Tomer Zamir                         | Israele              | 24"63 |      |
| 30   | 4        | 4 2    | Alexandru Coci Nico Van Duijn       | Romania Svizzera     | 24"67 |      |
| 32   | 3        | 0      | Brendan Hyland                      | Irlanda              | 24"68 |      |
| 33   | 5        | 1      | Paul Lamaire                        | Francia              | 24"69 |      |
| 34   | 3 4      | 4 6    | Mislav Sever Petr                   | Croazia Rep. Ceca    | 24"71 |      |
| 36   | 4        | 7      | Sascha Subarky                      | Austria              | 24"73 |      |
| 37   | 4        | 1      | Jesper Bjoerk                       | Svezia               | 24"74 |      |
| 38   | 6        | 8 0    | Thomas Maurer Berk Oezkul           | Svizzera Turchia     | 24"78 |      |
| 40   | 3        | 7      | Antani A Ivanov                     | Bulgaria             | 24"80 |      |
| 41   | 6        | 9      | Alexandre Haldemann                 | Svizzera             | 24"81 |      |
| 42   | 3        | 5      | Tamás Kenderesi                     | Ungheria             | 24"82 |      |
| 43   | 2        | 7      | Giacomo Carini                      | Italia               | 24"88 |      |
| 44   | 3        | 6      | Stefanos Dimitriadis                | Grecia               | 24"95 |      |
| 45   | 2        | 8      | Kaan Tuerker Ayar                   | Turchia              | 24"98 |      |
| 46   | 1        | 3      | Markus Lie                          | Norvegia             | 25"01 |      |
| 47   | 4        | 5      | Tomas Puchly                        | Slovacchia           | 25"04 |      |
| 48   | 2        | 6      | Alin Coste                          | Romania              | 25"06 |      |
| 49   | 2        | 3      | Nuno Goncalo Qintanilha             | Portogallo           | 25"07 |      |
| 50   | 3        | 9      | Alexander Linge                     | Svezia               | 25"16 |      |
| 51   | 4        | 8      | Aleksi Schmid                       | Svizzera             | 25"27 |      |
| 52   | 3        | 2      | Arkadi Kalinovki                    | Estonia              | 25"34 |      |
| 53   | 2        | 4      | Adi Masetovic                       | Bosnia ed Erzegovina | 25"43 |      |
| 54   | 2        | 1      | Tomas Havranek                      | Rep. Ceca            | 25"45 |      |
| 55   | 2        | 0      | Pavels Vilcans                      | Lettonia             | 25"52 |      |
| 56   | 3        | 3      | Pavel Izbiscius                     | Moldavia             | 25"54 |      |
| 57   | 2        | 5      | Thomas Fannon                       | Regno Unito          | 25"55 |      |
| 58   | 2        | 9      | Ljupcho Angelovski                  | Macedonia            | 25"64 |      |
| 59   | 2        | 2      | Ergecan Gezmis                      | Turchia              | 25"77 |      |
| 60   | 1        | 4      | Vahan Mkhitaryan                    | Armenia              | 26"51 |      |
| 61   | 1        | 5      | Lum Zhaveli                         | Kosovo               | 27"00 |      |
| 62   | 5        | 8      | Adam Teledgy                        | Ungheria             | 27"71 |      |
| DNS  | 7        | 2      | Tadas Duskinas                      | Lituania             | -     |      |

### Semifinali

#### Semifinale 1
| Pos. | Corsia | Atleta              | Nazionalità | Tempo | Note |
| ---- | ------ | ------------------- | ----------- | ----- | ---- |
| 1    | 4      | Benjamin Proud      | Regno Unito | 23"42 | Q    |
| 2    | 1      | Frédérick Bousquet  | Francia     | 23"69 | Q    |
| 3    | 8      | Meiron Amir Cheruti | Israele     | 23"70 | Q    |
| 4    | 6      | Yauhen Tsurkin      | Bielorussia | 23"72 | Q    |
| 5    | 5      | Mario Todorovic     | Croazia     | 23"73 |      |
| 6    | 3      | Ivan Lendjer        | Serbia      | 23"91 |      |
| 7    | 2      | Matteo Rivolta      | Italia      | 24"00 |      |
| 8    | 7      | Jan Sefl            | Rep. Ceca   | 24"04 |      |

#### Semifinale 2
| Pos. | Corsia | Atleta             | Nazionalità | Tempo | Note                  |
| ---- | ------ | ------------------ | ----------- | ----- | --------------------- |
| 1    | 4      | Andriy Govorov     | Ucraina     | 22"73 | Record dei campionati |
| 2    | 5      | Piero Codia        | Italia      | 22"73 | Q                     |
| 3    | 3      | László Cseh        | Ungheria    | 23"57 | Q                     |
| 4    | 2      | Joeri Verlinden    | Paesi Bassi | 23"67 | Q                     |
| 5    | 6      | Andriy Khloptsov   | Ucraina     | 23.92 |                       |
| 6    | 1      | Soeren Dahl        | Danimarca   | 24"01 |                       |
| 7    | 7      | Kristian Gkolomeev | Grecia      | 24"02 |                       |
| 8    | 8      | Oskar Krupecki     | Polonia     | 24"13 |                       |

### Finale
| Pos. | Corsia | Atleta             | Nazionalità | Tempo | Note |
| ---- | ------ | ------------------ | ----------- | ----- | ---- |
|      | 4      | Andriy Govorov     | Ucraina     | 22"92 |      |
|      | 6      | László Cseh        | Ungheria    | 23"31 |      |
|      | 5      | Benjamin Proud     | Regno Unito | 23"34 |      |
| 4    | 3      | Piero Codia        | Italia      | 23"46 |      |
| 5    | 8      | Yauhen Tsurkin     | Bielorussia | 23"67 |      |
| 6    | 7      | Frédérick Bousquet | Francia     | 23"71 |      |
| 7    | 2      | Joeri Verlinden    | Paesi Bassi | 23"82 |      |
| 8    | 1      | Meiron Amir Ceruti | Israele     | 23"93 |      |